# Телекомунікації Антарктиди
Телекомуніка́ції (англ. Telecommunications) — це передавання або приймання знаків, сигналів, письмового тексту, зображень та звуків або повідомлень будь-якого роду дротовими, радіо, оптичними або іншими електромагнітними системами.

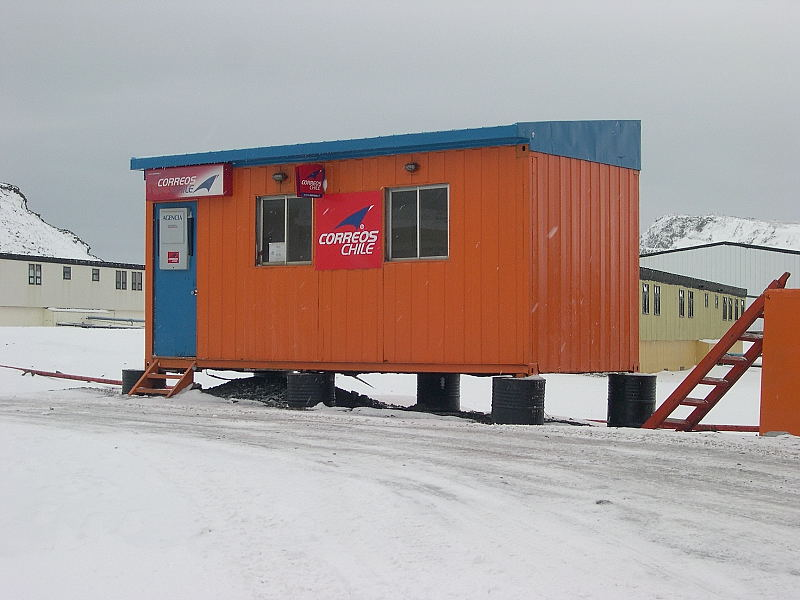
Чилійське поштове відділення в Антарктиді

Перші сучасні комунікації в Антарктиді з'явилися на початку 20 століття. Перший радіоконтакт між Антарктидою та іншим континентом відбувся 25 вересня 1912 року під час австралійської Антарктичної експедиції. Спочатку радіостанції могли тільки передавати сигнали. 1913 року в рамках цієї ж експедиції були створені двосторонні канали зв'язку.

## Телефонний зв'язок
Бази Аргентини мають мережі GSM, які постачають аргентинські компанії Claro та Movistar. Вони використовують систему — Iridium.
У чилійській базі Villa Las Estrellas є телефонні зв'язки через супутник. Крім того, для жителів сектору існує громадський телефон, з якого можна зателефонувати за кілька монет та за допомогою спеціальної картки. З 2005 року з'явилася антена мобільного телефону, що належить чилійській компанії Entel PCS.
Кілька баз у кількох країнах мають супутникову телефонну службу. Існують також локальні та міжнародні системи, які працюють за допомогою прямих комутованих з'єднань.
Бази Кейсі, Девіса, Маусона та острова Маккуорі в Австралії, база Скотта в Новій Зеландії та база Макмурдо в США мають телефонні зв'язки, які дозволяють здійснювати прямі телефонні дзвінки.
Для з'єднання з базою Скотта та сусідньою американською базою МакМурдо використовують телефонний код Нової Зеландії: +64.

## Телебачення
США на своїй базі Макмурдо має систему кабельного телебачення, що передає три канали: мережі армії США, австралійську мережу та новини Нової Зеландії, загальною кількістю шести сигналів. Мережа керується Антарктичною мережею американських сил та керує локальним каналом (AFAN-TV) .2
Вілла Лас Естреллас, цивільний сектор президента Едуардо Фрей Монтальви, база в Чилі, має фіксовану супутникову антену діаметром 2,5 метра, яка дозволяє отримувати прямі сигнали головних телеканалів з Сантьяго, Чилі. Також використовують внутрішню систему кабельного телебачення.
База Есперанса в Аргентині має супутникову антену для телебачення, яка дозволяє дивитися канали з Буенос-Айреса.

## Інтернет
.aq — географічний домен верхнього рівня (ccTLD) для Антарктиди.
Бази аргентинців мають WiFi, який надає аргентинський Інтернет-провайдер Speedy через волоконно-оптичний кабель на полярному плато. База Марамбіо має бездротовий Інтернет та два сервери мобільних телефонів.
Доступ до Інтернету з бази Південних Фунтів Амундсена-Скотта забезпечується через НАСА TDRS-F1, GOES та супутник Iridium. Marisat F-2 забезпечував передачу даних до моменту його зняття в 2008 році. Для сезону 2007—2008 реле TDRS (зване реле TDRSS Південний полюс або SPTR) було оновлено для підтримки швидкості передачі даних 50 Мбіт / s, що становить понад 90 % ємності даних Південного полюса, яку переважно використовують для наукових даних.
Супутники Orbcomm проходять над Антарктидою, що дозволяє передавати короткі повідомлення до та з приймально-передавальних блоків надсилати електронною поштою або XML через HTTP.
Аргентинський супутник ARSAT-1, запущений у 2014 році, охоплює північний сектор Антарктичного півострова, де він надає широкий спектр телекомунікаційних послуг, включаючи доступ до Інтернету.

## Радіо

### Офіційні передачі

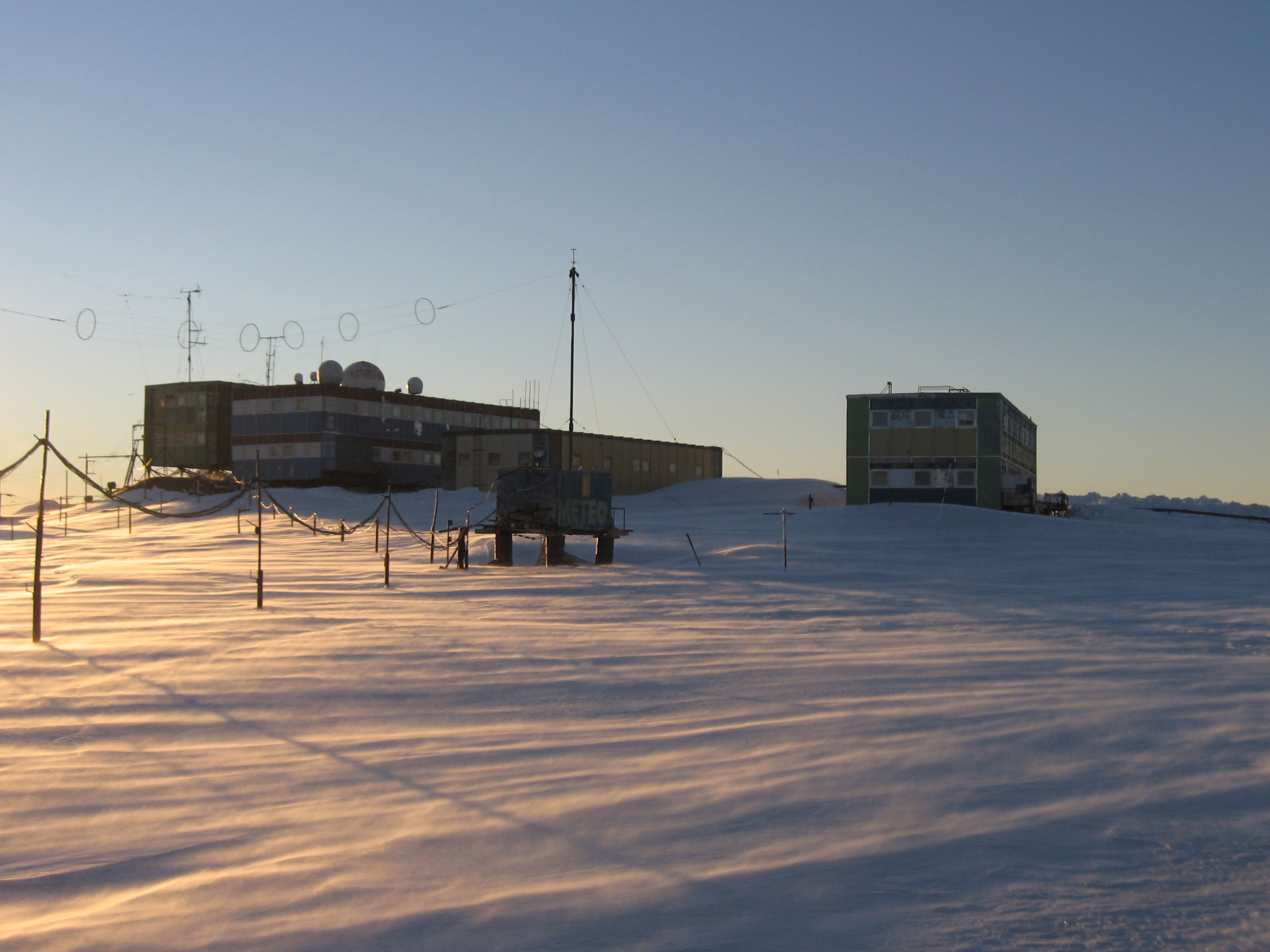
Радіостанція Сопка

Головна радіохвиля США: АФАН МакМердо, База МакМурдо (США) на 93,9 МГц з потужністю 30 Вт, 104,5 МГц з потужністю 50 Вт (Ice 104,5 FM) і 88,7 МГц.
Головна радіохвиля Аргентини: LRA36 Національного радіо архангела Сан-Габріель, База Есперанса (Аргентина) в 15476 кГц з 2 кВт короткохвильової потужності та 97,6 МГц (FM).
Чилійська радіохвиля: Villa Las Estrellas (Чилі) в 90,5 МГц, потужністю 100 Вт у FM.

### Інші передачі
Головна австралійська радіохвиля у Вілкесі транслювала прямі програми на FM під назвою Radio WILKES.
Американська радіохвиля Південного полюса, штату Амундсен-Скотт, має FM, що називається KOLD та передає частоту 87,5 МГц.
Радіохвиля Нової Зеландії «Базове радіо Скотта» здійснює мовлення на 97,0 МГц на FM, керується волонтерами і служить для розваги співробітників станції. Її можна почути під час руху по крижаній дорозі, що з'єднує бази Макмурдо та Скотта.

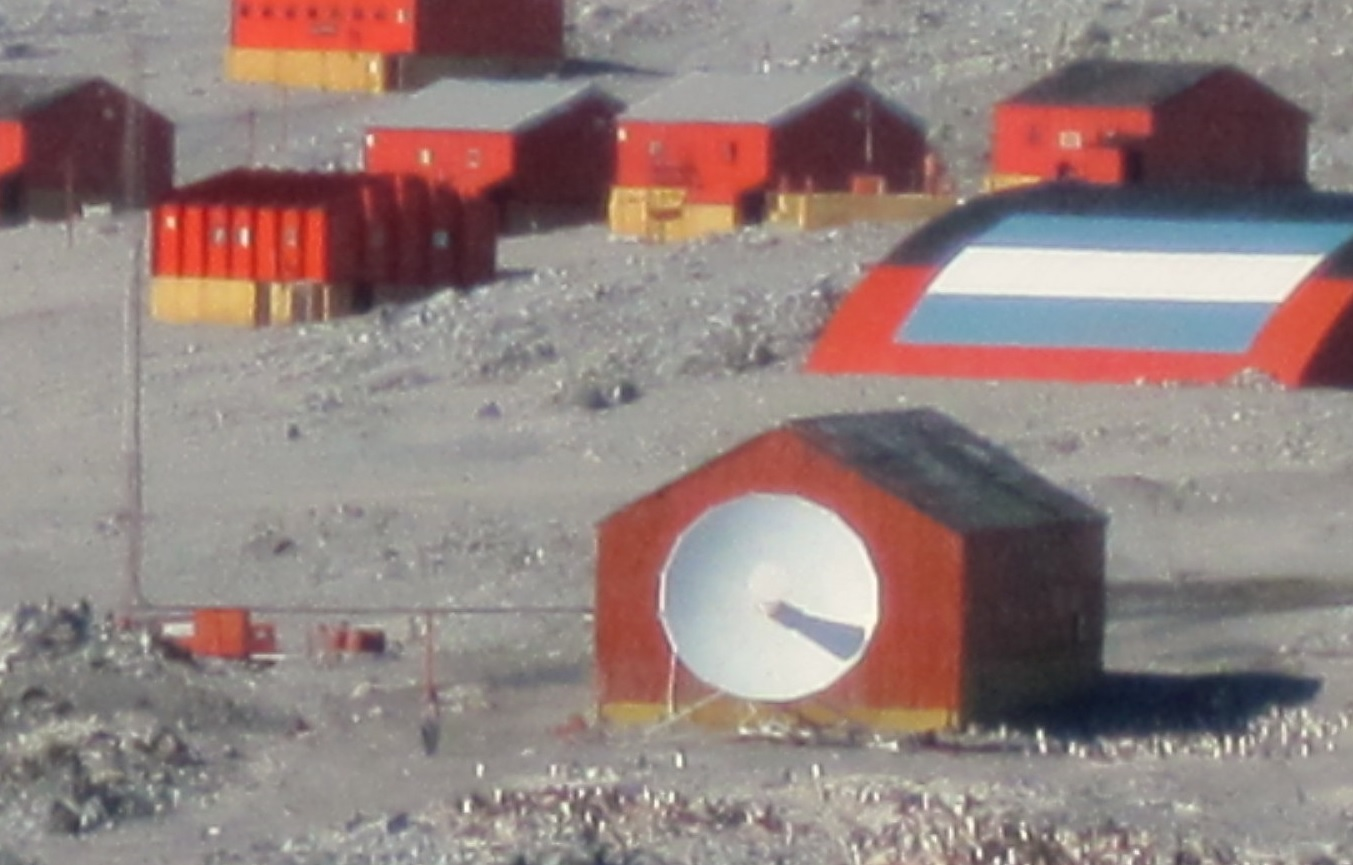
Обладнання Національного радіо архангела Сан-Габріель

В Уругваї на базі Артігаса Уругваю працює радіо Антаркос, FM, встановлене 2007 року. До цієї станції тут вже можна було почути трансляції FM, але влітку 1992—1993 рр. керівники бази ухвалили рішення про включення локального мовлення. Пілот вертольота, що розмістився на базі, винайшов програму під назвою «Нічний скуа», де він транслював музику та розмову, використовуючи УКХ обладнання радіостанції. 1994 року був виготовлений не стабільний передавач FM, який теж можна було почути на базі.

### Аматорське радіо
На кількох радіоаматорських станціях можна було під'єднатися до всіх наявних радіохвиль. Вони були корисними в державній службі під час надзвичайних ситуацій, коли не було інших, ефективніших, засобів для передавання інформації.
Зв'язок з континентом здійснюються переважно експедиторами, які працюють в літній сезон, а також регулярно протягом року, членами постійних фондів, які також є радіоаматорами.

## Пошта
База Есперанса в Аргентині та чилійське поселення Villa Las Estrellas мають поштові відділення.
Аргентинський поштовий індекс: 9411.
Усі аргентинські бази мали або мають свої поштові марки.

## Преса
«Антарктичне сонце» — щотижнева газета, що редагується в американській базі Макмурдо.